# Inge Sollwedel
Inge Sollwedel (* 21. September 1924; † 22. September 2011) war eine deutsche Politikerin (FDP) und Publizistin.

## Werdegang
Sollwedel legte 1967 die erste Untersuchung des Mädchen- und Frauenbildes in den Lesebüchern der Volksschulen in Hessen vor. Von 1972 bis 1981 war sie Stadtverordnete der Stadt Frankfurt am Main. Dort war sie Fraktionsvorsitzende der FDP. Mit Wirkung vom 1. September 1981 wurde sie zur Leiterin der Zentralstelle für Frauenfragen in der Hessischen Staatskanzlei ernannt. Sollwedel war Vizepräsidentin des Verbandes berufstätiger Frauen. Von 1973 bis 1977 war sie Mitglied des Beirats der Friedrich-Naumann-Stiftung. Sie war Initiatorin und bis zu ihrem Tod Jurymitglied des Elisabeth-Selbert-Preises.

## Ehrungen
- 1985: Wilhelm-Leuschner-Medaille
- 1997: Verdienstkreuz 1. Klasse der Bundesrepublik Deutschland

## Schriften
- Neue Männer für die neuen Frauen? Männer über Geld, Haushalt, Kinder, Liebe und die Karriere ihrer Frauen, Rowohlt, Reinbek bei Hamburg 1984.
- Mit Helga Pfeil-Braun: Das grosse Anredenbuch. Mit über 1500 Amtsbezeichnungen und Titeln in einem ausführlichen Stichwortverzeichnis. Verlag Moderne Industrie, Landsberg/Lech 1990, ISBN 3-478-25046-3.